# いっちゃんフミのグッと!!モーニング
『いっちゃんフミのグッと!!モーニング』は、2008年3月31日から2010年4月2日まで熊本放送（RKKラジオ）で毎週月曜 - 金曜 6:45 - 9:00（日本標準時）に生放送されていた朝の情報番組。ラジオ放送のほか、熊本放送公式サイトでの生配信も行われていた。

## パーソナリティ
- 脇一朗
- 山下扶美 - 前番組『日刊・朝まる』から引き続き出演。

## コーナー
6時台
- オープニング
- 天気予報
- 朝刊真っ先！
- 為替・株価
- 公共の交通機関の現在の状況
- 公開交通取締情報

7時台
- 熊日ニュース
- 天気予報
- スポーツダイジェスト
- グッと!!onヒッパレー
- 畑中秀哉の情報宝島
- こんにちは、赤ちゃん
- ヘッドラインと県内の動き
- 扶美の情報プラスワン
- TOYOTA モーニングナビゲート・週刊エンター
- 交通情報
- 歌のない歌謡曲（RKK制作バージョン）

8時台
- 日本全国8時です
- 熊日ニュース
- おつかれさまです。アリナミン
- 交通情報
- 武田鉄矢・今朝の三枚おろし
- 交通情報
- SUZUKIハッピーモーニング・鈴木杏樹のいってらっしゃい
- 県民○×調査
- 交通情報